# Daniela Hörburger
Daniela Hörburger – niemiecka biathlonistka reprezentująca też RFN. W Pucharze Świata zadebiutowała 26 stycznia 1989 roku w Ruhpolding, gdzie zajęła 20. miejsce w biegu indywidualnym. Tym samym już w swoim debiucie zdobyła pierwsze punkty. Nigdy nie stanęła na podium w zawodach indywidualnych. Najlepsze wyniki osiągnęła w sezonie 1988/1989, kiedy zajęła 48. miejsce w klasyfikacji generalnej. W 1989 roku wystąpiła na mistrzostwach świata w Feistritz, gdzie wspólnie z Petrą Schaaf, Doriną Pieper i Ingą Kesper zdobyła brązowy medal w biegu drużynowym. Na tej samej imprezie zajęła też 35. miejsce w sprincie. Na rozgrywanych rok później mistrzostwach świata w Mińsku/Oslo razem z Irene Schroll, Ingą Kesper i Petrą Schaaf zajęła drugie miejsce w biegu drużynowym. Uplasowała się tam też na 22. pozycji w sprincie. Nigdy nie brała udziału w igrzyskach olimpijskich.

## Osiągnięcia

### Mistrzostwa świata
| Rok  | Miejscowość | Konkurencje | Konkurencje | Konkurencje | Konkurencje | Konkurencje | Konkurencje | Konkurencje |
| Rok  | Miejscowość | IN          | SP          | PU          | MS          | RL          | MR          | SR          |
| ---- | ----------- | ----------- | ----------- | ----------- | ----------- | ----------- | ----------- | ----------- |
| 1989 | Feistritz   | –           | 35.         | nd.         | nd.         | –           | nd.         | –           |
| 1990 | Mińsk/Oslo  | –           | 22.         | nd.         | nd.         | –           | nd.         | –           |

### Puchar Świata

#### Miejsca w klasyfikacji generalnej
| Sezon     | Miejsce |
| --------- | ------- |
| 1988/1989 | 48.     |
| 1989/1990 | 55.     |
| 1990/1991 | 61.     |

#### Miejsca na podium chronologicznie
Hörburger nigdy nie stanęła na podium indywidualnych zawodów PŚ.